# Aspiolucius esocinus
Aspiolucius esocinus es una especie de peces de la familia de los
Cyprinidae en el orden de los Cypriniformes.

## Morfología
Los machos pueden llegar alcanzar los 50 cm de longitud total.

## Reproducción
Es ovíparo.

## Alimentación
Come peces.

## Hábitat
Es un pez de agua dulce y de clima templado.

## Distribución geográfica
Se encuentra en el territorio de la antigua URSS.